# Onkabetse Nkobolo
Onkabetse Tolly Nkobolo (* 23. Juli 1993 in Francistown, Botswana) ist ein botswanischer Leichtathlet, der sich auf den 400-Meter-Lauf spezialisiert  hat.

## Sportliche Laufbahn
Erste internationale Erfahrungen sammelte Onkabetse Nkobolo bei den Juniorenafrikameisterschaften 2011 in Gaborone, bei denen er über 800 Meter in der ersten Runde ausschied. Bei den Afrikameisterschaften 2014 in Marrakesch gelangte er in das Halbfinale über 400 Meter und konnte dort seinen Lauf nicht beenden. 2015 belegte er mit der Staffel den achten Platz bei den World Relays auf den Bahamas. Anschließend schied er bei den Weltmeisterschaften in Peking über 400 Meter mit 45,17 s im Vorlauf aus, wie auch mit der botswanischen 4-mal-400-Meter-Staffel, die mit neuem Landesrekord von 2:59,95 min ebenfalls im Vorlauf ausschied. Zu Ende der Saison gewann er bei den Afrikaspielen in Brazzaville die Bronzemedaille über 400 Meter und gewann auch mit der 4-mal-400-Meter-Staffel die Silbermedaille hinter Kenia.
2016 wurde er bei den Afrikameisterschaften in Durban im Vorlauf wegen einer Bahnübertretung disqualifiziert. Mit der 4-mal-400-Meter-Staffel gewann er in 3:02,20 min die Goldmedaille. Daraufhin nahm er mit der Staffel an den Olympischen Spielen in Rio de Janeiro teil und belegte im Finale in 2:59,06 min den fünften Platz. 2017 gewann die botswanischen Stafette die Silbermedaille bei den World Relays hinter den Vereinigten Staaten. Mit der Staffel nahm er auch an den Weltmeisterschaften in London teil und schied dort mit 3:06,50 min im Vorlauf aus. 2018 nahm er zum ersten Mal an den Commonwealth Games im australischen Gold Coast teil und gewann dort mit der botswanischen Stafette in 3:01,78 s die Goldmedaille. Im August belegte er bei den Afrikameisterschaften in Asaba in 46,83 s den sechsten Platz.
Im März 2020 erlitt Nkobolo bei einem Verkehrsunfall Frakturen am Bein.

## Persönliche Bestzeiten
- 400 Meter: 45,10 s, 14. September 2015 in Brazzaville
  - 400 Meter (Halle): 46,86 s, 31. Januar 2015 in San Sebastián
  - 500 Meter (Halle): 1:00,71 min, 17. Februar 2016 in Stockholm (Afrikarekord)
- 800 Meter: 1:55,20 min, 14. Mai 2011 in Gaborone